# محمد الحنكوري
محمد الحنكوري (1 يوليو 1997) هو لاعب كرة قدم هولندي من أصول مغربية من مدينة إمزورن. يلعب حاليا لنادي فيلم تو تيلبورغ، إعارة من فاينورد. يلعب كوسط ميدان.

## روابط خارجية
- محمد الحنكوري على موقع قاعدة بيانات كرة القدم.إي يو (الإنجليزية)
- محمد الحنكوري على موقع Soccerway.com (الإنجليزية)
- محمد الحنكوري على موقع عالم كرة القدم.نت (الإنجليزية)
- محمد الحنكوري على موقع AS.com (الإسبانية)